# Neofelis nebulosa brachyura
La pantera nebulosa de Formosa o leopardo nublado de Formosa (Neofelis nebulosa brachyura) es una subespecie  de pantera nebulosa que habitaba la isla de Taiwán (antigua Formosa).

## Características
La principal diferencia de la subespecie endémica de Taiwán con respecto a la pantera nebulosa, es el tamaño de la cola, aproximadamente la mitad del de la especie continental. Fue el segundo mayor depredador de la isla, solo superado por el oso negro de Taiwán.

## Extinción y últimos avistamientos
La pantera nebulosa de Taiwán se extinguió alrededor de 1990, por destrucción de su hábitat, viéndose obligado a retirarse a las montañas, lugares que fueron sus últimos refugios.
El último avistamiento confirmado de esta subespecie ocurrió en 1983 en la montaña Tawu por unos cazadores nativos. Se sabe que en 1989, en el Parque nacional Taroko, se encontró un nativo que usaba la piel de uno de estos felinos. Alrededor de 1990 ocurrieron algunos avistamientos en el Parque nacional Yushan, aunque ninguno fue confirmado.
Entre el 2000 y el 2004, se colocaron más de 13 000 cámaras con el objetivo de captar la fauna salvaje, pero no se obtuvo ninguna imagen de este félido, siendo finalmente declarado como extinto en agosto de 2013. Sin embargo, en febrero del 2019 se dio el avistamiento de un ejemplar en el municipio Daren del condado de Taitung, Ahora, la Oficina Forestal de Taitung califica de “muy importantes” los recientes reportes y asegura que trabaja activamente para confirmarlos.
Durante el mes de noviembre de 2020, en el noreste de Tailandia, se captó mediante fotografías en blanco y negro, a esta subespecie. 
El Departamento tailandés de Parques Nacionales acompañó el anuncio en Twitter con una serie de tres fotografías tomadas el 18 de noviembre de 2020 donde se aprecia, en blanco y negro, al depredador en plena noche, sin aportar más detalles sobre el felino.

## Cultura popular
Los rukai, pueblos aborígenes de Taiwán los consideraban sus antepasados.